# Neopallene azorensis
Neopallene azorensis là một loài nhện biển trong họ Callipallenidae. Loài này thuộc chi Neopallene. Neopallene azorensis được miêu tả khoa học năm 1974 bởi Arnaud.